# Charles Robelin
Pour les articles homonymes, voir Robelin.
Charles Robelin, puis comte Charles de Robelin en France, Carlos Robelin en Espagne, né à Calais et mort en Espagne.

## Biographie
Charles Robelin, ou le comte Charles de Robelin, est le fils d'un Jacques Robelin l'entrepreneur des fortifications de Dunkerque, en 1688, et le neveu d'Isaac Robelin (1631-1709).
En 1677, il est nommé ingénieur ordinaire du roi et lieutenant réformé.
Il occupe plusieurs postes avant d'être nommé directeur des fortifications de Picardie et d'Artois du côté de la mer en 1705. Il succède à son oncle Isaac Robelin à Saint-Omer. Il obtient le 29 janvier 1709 le grade de brigadier des armées du roi pour ses services pendant la défense de Lille, puis de maréchal de camp après la défense d'Aire-sur-la-Lys, le 29 novembre 1710,.
En avril 1719, il décida de passer au service de l'Espagne alors que la France est entrée en guerre contre ce pays. Le 3 juillet 1719, il obtient les emplois de lieutenant général et d'ingénieur directeur sans patente.
Alors qu'il est directeur des fortifications de Zamora, il a rédigé pour le marquis de Castelar un texte terminé le 17 mars 1722 sur la formation des ingénieurs faisant la synthèse des idées de Georges-Prosper de Verboom et celles établies en France, sous le titre Essai d'un projet pour former les ingénieurs d'un état en corps et en ordre de guerre.
Robelin définit l'organisation du corps de génie qui devrait être mise en œuvre par une monarchie. Robelin demande dans ce livre de considérer le génie comme la quatrième arme de l'armée d'un pays, avec l'infanterie, l'artillerie et la marine. Le génie doit parvenir également aux honneurs. Puis, il aborde l'organisation du corps du génie. Il ne s'intéresse pas à la création d'une école du génie.